# Liste der Naturdenkmale in Biebelnheim
Die Liste der Naturdenkmale in Biebelnheim nennt die im Gemeindegebiet von Biebelnheim ausgewiesenen Naturdenkmale (Stand 17. Februar 2024).

## Naturdenkmale
| Nr.         | Bezeichnung | Lage                               | Beschreibung                                                                      | Bild            |
| ----------- | ----------- | ---------------------------------- | --------------------------------------------------------------------------------- | --------------- |
| ND-7331-381 | Dorfeiche   | Wörrstädter Straße, bei Nr. 5 Lage | Quercus sp., um 1860 gepflanzt; ehemals zugehörig mehrere Feldulmen (Ulmus minor) | Fotos hochladen |

## Ehemalige Naturdenkmale
| Nr. | Bezeichnung | Lage                  | Beschreibung                                            | Bild                                    |
| --- | ----------- | --------------------- | ------------------------------------------------------- | --------------------------------------- |
|     | Baumgruppe  | Dorfgrabenstraße Lage | Ulmus minor, mehrere Bäume; Rechtsverordnung aufgehoben | Direkt Bild zu diesem Denkmal hochladen |